# Eggenwil
Eggenwil é uma comuna da Suíça, no Cantão Argóvia, com cerca de 719 habitantes. Estende-se por uma área de 2,46 km², de densidade populacional de 292 hab/km². Confina com as seguintes comunas: Bellikon, Bremgarten, Fischbach-Göslikon, Künten, Widen, Zufikon. 
Fica a aproximadamente 16 Km de Zurique.
A língua oficial nesta comuna é o Alemão.